# Nota disciplinare
La nota disciplinare è un provvedimento del docente oppure del dirigente scolastico nei confronti dello studente finalizzato a sanzionare le violazioni del regolamento scolastico o di convivenza civile.

## Definizione
La nota disciplinare, annotata per iscritto sul registro di classe, deve riportare:
- la descrizione dei fatti occorsi ritenuti rilevanti in riferimento alle contestazioni di addebito disciplinare;
- la motivazione, in termini di congruità, adeguatezza, proporzionalità, della nota disciplinare;
- la firma del docente o del dirigente scolastico che ha irrogato la sanzione.

Essa ha valore di sanzione nei confronti dell'infrazione al regolamento scolastico e l'insegnante, oltre alla controfirma del genitore o del tutore, può richiedere un colloquio con lo stesso.

## Conseguenze
Un'eccessiva quantità di note disciplinari a carico dello studente può tradursi in ulteriori provvedimenti, come la sospensione (allontanato dalla scuola per un certo numero di giorni che sarà deciso dal consiglio di classe) o, in casi eccezionali, nella bocciatura (non ammissione all'anno scolastico successivo). Quest’ultima conseguenza, tuttavia, è maggiormente influenzabile dalle sospensioni o da un voto in condotta insufficiente. La nota di comportamento non è una sanzione disciplinare. Con sentenza del 26/11/2019 N. 02860/2019 REG.PROV.COLL il Tribunale Amministrativo Regionale per la Sicilia respingeva il ricorso. “La nota di condotta non è una sanzione disciplinare e, pertanto, essa non rientra nella previsione di cui all’art. 4, terzo comma, del D.P.R. n. 249/1998, secondo cui “nessuno può essere sottoposto a sanzioni disciplinari senza essere stato prima invitato ad esporre le proprie ragioni”. La nota di condotta, infatti, non assolve la funzione di irrogare una misura afflittiva all’alunno (come può, invece, accadere, ad esempio, nel caso di sospensione dalle attività didattiche), ma serve a registrare il comportamento non commendevole tenuto dalla studente al fine di tener conto del relativo episodio in sede di scrutinio.